# Sydney Gun-Munro
Sir Sydney Douglas Gun-Munro (Grenada, 29 novembre 1916 – Bequia, 1º marzo 2007) è stato un politico sanvincentino, Governatore generale di Saint Vincent e Grenadine dal 27 ottobre 1979 al 28 febbraio 1985.

## Biografia
Di origine scozzese, era l'ottavo dei dieci figli di Marie e Barclay Justin Gun-Munro. Ottenuta una borsa di studio presso la Grenada Boys' Secondary School, tra il 1937 e il 1942 studiò medicina al King's College London. Durante la Seconda guerra mondiale fu ufficiale medico all'ospedale di Lewisham, dopodiché tornò a Grenada nel 1946. Dal 1949 al 1971 lavorò come chirurgo presso il Colonial Hospital di Kingstown. Nel 1951 ottenne il diploma di oftalmologia.
Nel 1974 si candidò per il Partito Laburista nel seggio delle Grenadine per la Camera dell'assemblea, ma fu sconfitto da James Fitz-Allen Mitchell. Il 1º gennaio 1977 fu nominato Governatore di Saint Vincent e Grenadine, e, in seguito all'ottenimento dell'indipendenza dal Regno Unito nel 1979, divenne Governatore generale, incarico che mantenne fino al 1985.

## Vita privata
Il 1º maggio 1943 si sposò con l'infermiera Joan Estelle Gun-Munro (nata Benjamin), con la quale ebbe tre figli.